# Onda curta
| Onda curta (HF ou SW)                                        |
| ------------------------------------------------------------ |
| Frequência: 3 MHz a 30 MHz Comprimento de onda: 100 m a 10 m |

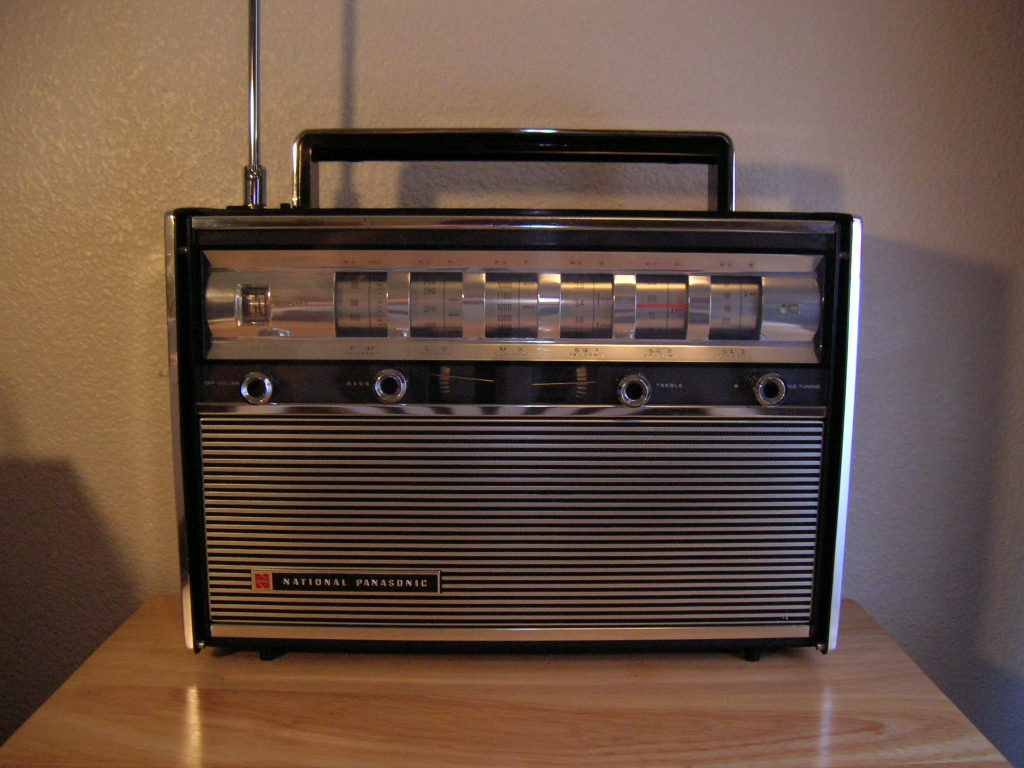
Antigo receptor de ondas curtas.

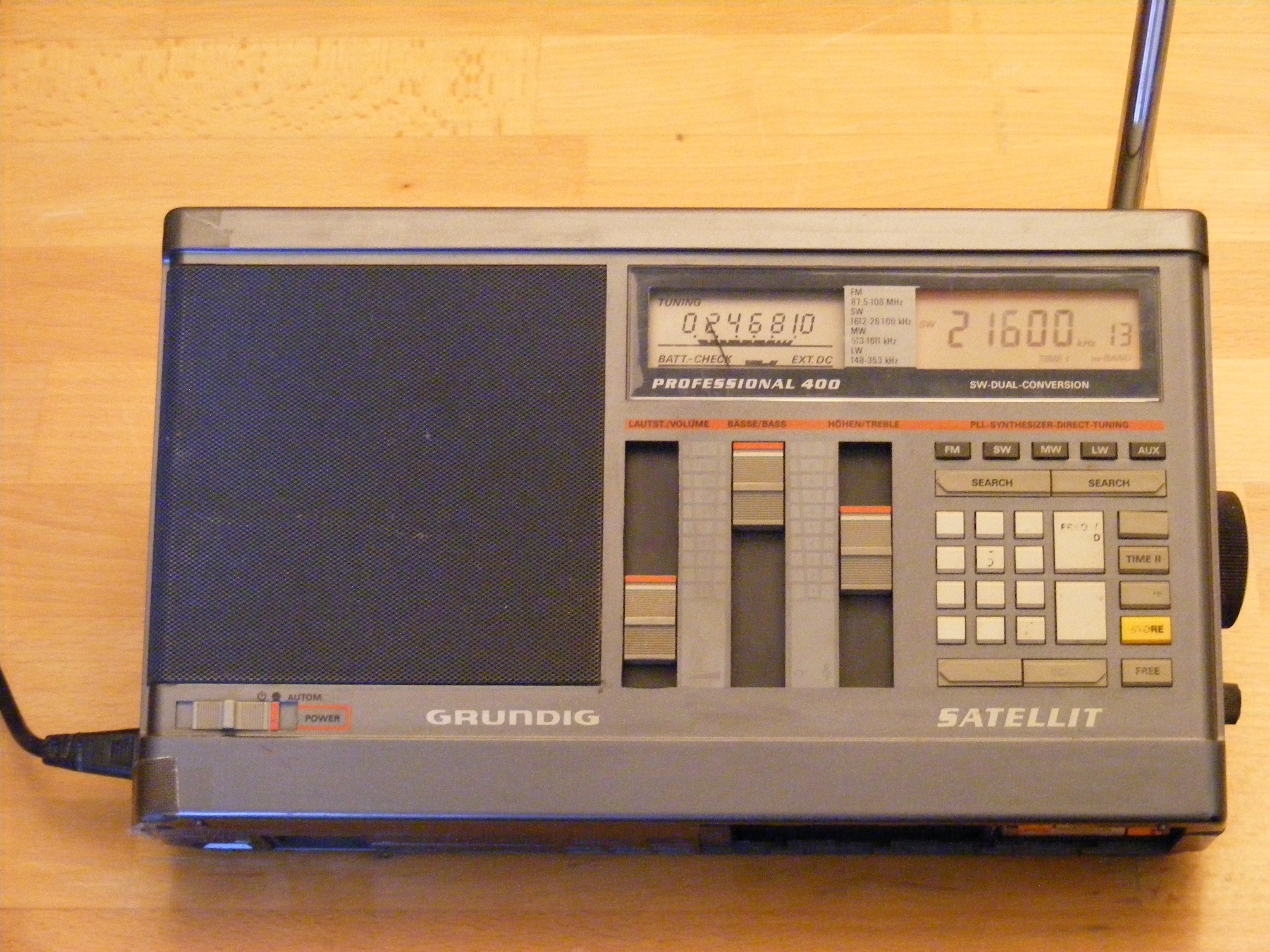
Um receptor de ondas curtas de sintonia digital.

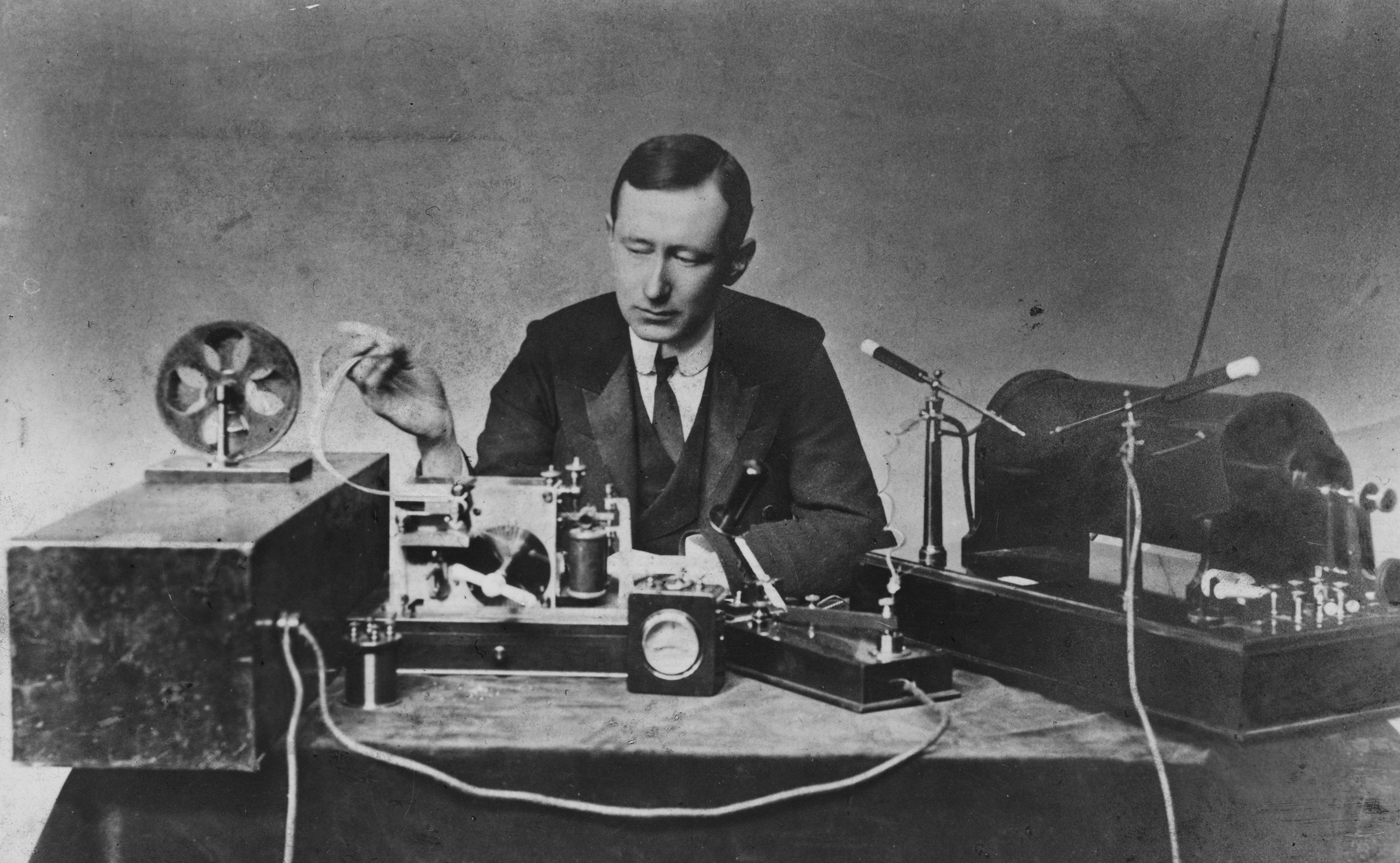
Guglielmo Marconi foi um dos pioneiros das radiocomunicações.

Onda curta ou onda decamétrica, por vezes HF (do inglês: high frequency) ou SW (do inglês: shortwave), é a designação utilizada no campo das radiocomunicações para referir as estações e as tecnologias de radiotransmissão que utilizam frequências compreendidas entre os 3 000 kHz, a frequência acima da qual predomina a propagação ionosférica, e os 30 000 kHz (3 - 30 MHz). A reflexão na ionosfera permite cobrir extensas regiões e atingir pontos da superfície terrestre situados a milhares de quilómetros de distância a partir de uma única antena emissora.

## Descrição
A onda curta corresponde ao espectro de frequência dos 3.000 kHz a 30.000 kHz (3-30 MHz). Em Rádio, a onda curta corresponde a alta frequência obtida pela relação inversa entre a frequência e o comprimento da onda e por isso denominada "ondas curtas", pois seus comprimentos de onda são mais curtos do que os da onda longa, comprimentos utilizados no início das comunicações de rádio. HF (alta frequência) é um nome alternativo para onda curta de rádio.
As ondas curtas representam importante papel nas transmissões de rádio tanto para radiodifusão como para fins utilitários (comunicações com aviões, embarcações, etc), civis, militares ou comerciais. Devido a característica do comprimento de onda, as transmissões em ondas curtas se propagam até grandes distâncias através de saltos por deflexão nas camadas da ionosfera.
A propagação das transmissões de rádio em ondas curtas estão sujeitas a fenomenologia própria das camadas ionosféricas.
HF é a sigla para o termo inglês High Frequency e significa "frequência alta". As radiofrequências (HF) de alta frequência estão entre 3 e 30 megahertz. Também conhecida como a faixa do decâmetro ou a onda curta, com a escala de comprimentos de onda de uma a dez medidas dos decâmetros (dez a cem). A origem da designação "ondas curtas" está associada com a comparação do seu "comprimento de onda", da ordem de dezenas de metros (sendo por isso também chamadas ondas decamétricas), com o comprimento de onda de outras radiações eletromagnéticas, mais longas, como as ondas médias (ondas hectométricas) e longas (ondas quilométricas). Representam importante papel nas transmissões de rádio tanto para radiodifusão, como para fins utilitários (comunicações com aviões, embarcações, etc) civis, militares ou comerciais. Devido à característica do comprimento de onda, as transmissões podem se propagar até grandes distâncias, através de saltos onde há a refracção e consequente reflexão nas camadas da ionosfera (Lei de Snell). A propagação das transmissões de rádio em ondas curtas estão sujeitas à fenomenologia própria das camadas ionosféricas. A designação nasceu nos primórdios das transmissões de rádio, quando as frequências geralmente utilizadas eram muito mais baixas. Esta porção do espectro é também referida como HF, sigla derivada do inglês High Frequency, em contraponto à faixa de ondas longas (de comprimento de onda da ordem de quilómetros, também referida como LF, Low Frequency) e às ondas métricas que compõem as transmissões nas frequências de VHF, Very High Frequency.

## Propagação e características
A ionosfera reflete frequentemente as ondas de rádio de HF (um fenómeno conhecido como a propagação), sendo usada extensivamente para a radiocomunicação da escala média e longa. Entretanto, a conformidade desta parcela do espectro para tal comunicação varia extremamente com uma combinação complexa de fatores:
- Luz solar/escuridão no local da transmissão e da recepção
- Proximidade do transmissor/receptor ao terminal
- Estação do ano versus Ciclo solar
- Atividade solar
- Aurora polar
- Frequência útil máxima
- A mais baixa alta frequência útil
- Frequência da operação dentro da escala do HF

## Espectro
O espectro eletromagnético nas frequências de ondas curtas é ocupado por transmissões das mais diferentes formas, desde radiodifusão comercial e não comercial, até transmissões de radioamadores e transmissões para comunicação entre aviões e navios.
Muitos países contam com emissoras estatais de ondas curtas em diversos idiomas, com a intenção de levar as notícias económicas, culturais ou mesmo as notícias do dia-a-dia da sua população para além de suas fronteiras territoriais, visto que as ondas curtas possuem grande alcance geográfico). Dentre estas, existem as que transmitem para o exterior com o objetivo de serem um "canal" entre seus expatriados e seu país de origem. Entre os países que contam com grandes emissoras em ondas curtas transmitindo para o exterior estão Alemanha, Argentina, China, Coreia do Sul, Estados Unidos da América, França, Itália, Japão, Romênia.
No Brasil, muitas emissoras deixaram de transmitir em Ondas Curtas nos últimos anos. Entre as emissoras que ainda transmitem na faixa de ondas curtas estão: Rádio Brasil Central de Goiânia, Rádio Nacional da Amazônia, Rádio Clube do Pará, Rádio Inconfidência,Rádio Marumby, Rádio 9 de Julho, Rádio Voz Missionária e Rádio Relógio do Rio de Janeiro.

## Atribuição de frequências
O uso das faixas de ondas de rádio são atribuídas pela World Radiocommunication Conference (WRC), organizada sob os auspícios da International Telecommunication Union.
As ondas de rádio AM são atribuídos com 5 kHz de separação para a radiodifusão de áudio analógico tradicional.
| Faixa      | Frequência                          | Usado em:                          |
| ---------- | ----------------------------------- | ---------------------------------- |
| 160 m      | 1800 - 2000 kHz                     | utilizada por radioamadores        |
| 120 m 90 m | 2300 - 2495 kHz                     | ondas tropicais                    |
| 90 m       | 3500 a 3800 kHz                     | utilizada por radioamadores        |
| 80 m       | 3200 - 3400 kHz                     | ondas tropicais                    |
| 75 m       | 3900 - 4000 kHz                     | utilizada por radioamadores        |
| 60 m       | 4750 - 5060 kHz                     | ondas tropicais                    |
| 49 m       | 5900 - 6200 kHz                     | muito utilizada nas Américas       |
| 40 m       | 7000 - 7300 kHz                     | utilizada por radioamadores        |
| 31 m       | 9400 - 9900 kHz                     | uma das mais usadas no mundo       |
| 25 m       | 11600 - 12100 kHz                   | muito utilizada nas Américas       |
| 22 m       | 13570 - 13870 kHz                   | bastante usada na Ásia e na Europa |
| 20 m       | 14000 - 14300 kHz                   | utilizada por radioamadores        |
| 19 m       | 15100 - 15800 kHz                   |                                    |
| 16 m       | 17480 - 17900 kHz                   |                                    |
| 15 m       | 18900 - 19020 kHz                   | utilizada em transmissão DRM       |
| 15 m 13 m  | 21450 - 21850 kHz 21000 a 21300 kHz | utilizada por radioamadores        |
| 11 m       | 25600 - 26100 kHz                   | utilizada em transmissão DRM local |
| 11 m       | 26960 - 27860 kHz                   | utilizada para a Faixa do Cidadão  |
| 10 m       | 28000 - 29700 kHz                   | utilizada por radioamadores        |

- Ondas Curtas - 2,3 MHz–26,1 MHz, divididas em quinze bandas, apresentam longo alcance, porém baixa qualidade de sinal. As mais usadas são de 49, 31, 25 e 19 metros.
- Ondas Médias - 520 kHz–1610 kHz, utilizada nas Américas, esta banda possui médio alcance.
- Ondas Longas - 153 kHz–279 kHz, não disponível no hemisfério oeste, é usado para transmissões na Europa, África, Oceania e parte da Ásia.
- Ondas Tropicais - 2300 kHz–5060 kHz de 120–90–60 metros, utilizada entre os trópicos, esta banda possui longo alcance, razoável qualidade de sinal.

## Longas distâncias
Devido a possibilidade de transmissão por longas distâncias (DX) associada ao uso de ondas curtas, algumas transmissões de radiodifusão regionais ou nacionais são sintonizadas em locais muito distantes, especialmente pelos radioamadores  e radio escutas swl (chamados no Brasil de "dexistas"), que compõem relatórios de recepção, qualificando a qualidade da transmissão e descrevendo detalhadamente o conteúdo da transmissão. Os radioescutas enviam esses relatórios para as emissoras que, em contrapartida, emitem um certificado de escuta chamado "cartão QSL".
Muitos ouvintes sintonizam os rádios em ondas curtas para escutar os programas das estações de radiodifusão, tais como: BBC World Service, Deutsche Welle, Rádio Austrália, Rádio Canada Internacional, Rádio Nederland, Voice of America, Voz da Rússia, etc. Hoje, através da evolução da Internet, os radioamadores podem ouvir as emissões de ondas curtas de todo o mundo mesmo sem possuir uma receptor de ondas curtas. Muitos organismos internacionais, como a RCI (Rádio Canadá Internacional), a BBC e a Rádio Austrália, oferecem streaming de áudio ao vivo em seus websites.

## Usos da onda curta
Para além das comunicações rádio a longa distância, em que as características de propagação ionosférica das ondas curtas exibem condições únicas em todo o espectro radioeléctrico, sendo as únicas que permitem a cobertura de vastas áreas da superfície terrestre a partir de uma única antena. Essa propagação permite a radiodifusão para grandes áreas, ultrapassando facilmente as fronteiras políticas entre estados, o que em tempos de divisão do mundo em blocos geopolíticos opostos, como ocorreu durante a Guerra Fria, torna a sua utilização muito atractiva no campo da propaganda. O mesmo acontece na difusão de notícias para áreas do mundo onde o acesso às redes de telecomunicações terrestres são deficientes ou inexistentes, como nos oceanos e desertos, e para a comunicação a longa distância com embarcações e aeronaves.
Para além da radiodifusão e a comunicação aeronáutica e marítima, são as forças militares e os serviços de emergência, mormente os de busca e salvamento, os principais utilizadores desta gama de frequências, pois podem tirar partido de comunicações directas a longa distância, frequentemente intercontinentais, a muito baixo custo e com um grau elevado de disponibilidade e segurança. Mesmo nas comunicações tácticas a curta e média distância, quando a presença de obstáculos impeça a utilização das frequências VHF/UHF, naturalmente limitadas a comunicações em linha de vista, o recurso às tecnologias com base nas ondas ionosféricas de incidência quase vertical, ou NVIS (near vertical incidence skywave), veio abrir novos usos para as ondas curtas.
Outro grande grupo de utilizadores são os radioamadores e as agências governamentais que necessitam de comunicações rápidas e seguras a longa distância, nomeadamente os serviços diplomáticos, de informação meteorológica, ambiental e de protecção contra catástrofes, de sincronização da hora legal e de espionagem.
Contudo, é entre os radioamadores que se encontram os principais utilizadores civis da onda curta, pois aproveitam a facilidade e baixo preço destas comunicação para o estabelecimento de comunicações a longa distância, incluindo a utilização em competições pelo estabelecimento de ligações distantes ou com lugares remotos e a exploração das propriedades variáveis da ionosfera. Esta utilização tem vindo a crescer face à diminuição da interferência causada pelos serviços utilitários que têm vindo a migra para os satélites ou para as redes fixas de telecomunicações. Também o desanuviamento internacional e a migração de muitas das grandes organizações de radiodifusão para a internet, veio libertar espaço no espectro radioeléctrico que pode agora ser melhor explorado pelos amadores.
Entretanto, o desenvolvimento da tecnologia do estabelecimento de ligação automática (mais conhecida pela sigla ALE, de Automatic Link Establishment) baseada nas normas MIL-STD-188-141A e MIL-STD-188-141B para a selecção automatizada da conectividade e da frequência, em conjugação com os custos elevados do uso das comunicações via satélite, conduziu a um renascimento no uso da onda curta entre os utilizadores militares, os serviços de emergência e, especialmente, os radioamadores. O desenvolvimento de modems capazes de suportar velocidades mais elevadas, tais como aquelas que operam sob a norma MIL-STD-188-110B, que suportam velocidades de transmissão de dados até 9600 bit/s, veio igualmente aumentar a usabilidade do HF para transmissão de dados. O desenvolvimento de outras normas, tal como a STANAG 5066, permite transmissões de dados sem erros através do uso de protocolos de ARQ.
Outra utilização específica deste segmento do espectro radioeléctrico é a operação na Banda do Cidadão, os CB's, a qual utiliza a parcela mais elevada da escala de frequências (ao redor dos 27 MHz), nalguns casos recorrendo à interligação entre redes recorrendo a repetidores. Algumas modalidades antigas de comunicação, tais como as transmissões em código Morse de onda contínua, mantida especialmente por radioamadores, e as transmissões de voz em banda lateral única (SSB) são mais comuns em HF do que em outras frequências, por causa de sua natureza de propagação, mas as modalidades de banda larga, tais como transmissões da televisão ou de imagens, embora existam modalidades de varrimento lento que são permitidas em algumas frequências, são geralmente proibidas nas ondas curtas devido a ocuparem excessivamente o espectro eletromagnético disponível.
Para além das interferências naturais, nomeadamente a originada pelas trovoadas e pelos processos geomagnéticos, a interferência sintética oriunda das redes eléctricas e dos dispositivos electrónicos tende a ter um grande efeito nas faixas de HF. Nos últimos anos, o surgimento de modalidades de transmissão de dados sobre as redes eléctricas, que não são blindadas às radiofrequências, levou ao surgimento de potentes interferências que em algumas áreas causam sérias dificuldades na recepção de transmissões em onda curta. A polémica resultante tem levado à restrição desses usos e ao desenvolvimento de tecnologias de filtragem mais eficientes.
Algumas etiquetas de identificação por radiofrequência (RFIDs) utilizam frequências de activação que se incluem no espectro radioeléctrico HF. Estas etiquetas são conhecidos geralmente como HFID ou HighFID, como forma de identificar o uso da gama de alta frequência.

### Escuta de ondas curtas
Muitos aficcionados dedicam-se à escuta das emissões em ondas curtas emissoras sem operar os seus próprios emissores, o que os distingue dos radiomadores. Em alguns casos, o objectivo é ouvir o maior número de estações de tantos países quanto possível, uma prática conhecida por DX ou dexismo. Outros preferem escutar emissões de estações utilitárias especializadas que operam nas ondas curtas, numa prática conhecida por "ute", nomeadamente as transmissões marítimas, da aviação ou as comunicações militares. Outros concentram-se em comunicações ligadas à espionagem, nomeadamente de emissoras de números, estações de radiodifusão que transmitem sinais codificados normalmente para operações de inteligência, ou as comunicações feitas por operadores de radioamador.
Alguns ouvintes de ondas curtas comportam-se de forma análoga aos "lurkers" na Internet, na medida em que só escutam e nunca fazem qualquer tentativa de enviar os seus próprios sinais. Outros ouvintes participam em clubes, ou enviam e recebem activamente cartões de QSL, ou transforma-se em radioamadores e começam também a transmitir.
Muitos ouvintes sintonizam as bandas de ondas curtas para escutar os programas de emissoras de radiodifusão, ou seja de operadores de rádio dirigidas para o público em geral (tais como a Radio Taiwan International, Voice of Russia, China Radio International, Radio Canada International, Voice of America, Radio France Internationale, BBC World Service, Radio Australia, Radio Nederland, Voice of Korea, Radio Free Sarawak, entre outros). Actualmente, através de evolução da Internet, os aficcionados podem ouvir as emissões em onda curta via receptores de onda curta controlados remotamente localizados em diversas regiões do mundo, mesmo sem que sejam proprietários de um receptor. Muitos operadores de radiodifusão internacional (com a Radio Canada International , a BBC e a Radio Australia) oferecem acesso directo às suas emissões via audio streaming a partir dos seus websites.
Muitos ouvintes de ondas curtas, ou SWLs escutam as emissões de ondas curtas destinadas ao público em geral para obter cartões QSL dessas emissoras, de estações de utilidade ou de operadores de rádio amador, que coleccionam como troféus do seu hobby. Algumas estações distribuem certificados especiais, bandeirolas, etiquetas e outros símbolos e materiais promocionais pelos seus ouvintes de ondas curtas.

### Radioamadorismo
A operação de um transmissor ou transceptor de rádio de ondas curtas para estabelecer comunicações bidireccionais ou multidireccionais não comerciais é designada por radioamadorismo, sendo os seus praticantes conhecidos por radioamadores. As licenças para operação são concedidas por agências governamentais autorizadas, em geral dependentes da frequência de curso adequado e da realização de provas de conhecimentos que permitam considerar o candidato como um operador habilitado.
Deve-se aos radoamadores muitos avanços técnicos no domínio da rádio, em particular no campo das comunicações em onda curta. Em geral os radioamadores e as suas organizações estão permanentemente disponíveis para transmitir comunicações de emergência quando os canais de comunicação normais falham. Alguns amadores preparam e treinam a operação dos seus equipamentos em modo isolado da rede de distribuição de electricidade, de modo a estarem preparados para situações em que não haja distribuição de energia eléctrica disponível.
Muitos operadores de radioamador começaram como ouvintes de ondas curtas (SWLs) e incentivam activamente os SWLs, em particular os que se dedicam ao dexismo, para que se tornem também radioamdores.

### Estações utilitárias
Estações utilitárias, ou emissores utilitários, são estações radiotransmissoras cuja emissão não se destina intencionalmente ao público em geral, embora os seus sinais possam ser recebidos por qualquer pessoa que opere o equipamento apropriado. Este tipo de emissões, que não é de radiodifusão, é muito comum em onda curta. Em consequência, há diversas bandas de ondas curtas que estão atribuídas para utilização privativa de determinados grupos de operadores: para comunicações entre navios e destes com terra; para comunicações aeronáuticas; para difusão de informação meteorológica destinada a navios ou aeronaves; para busca e salvamento no mar e ar; para comunicações militares; para fins governamentais de longa distância, nomeadamente as comunicações diplomáticas; e para muitas outras comunicações que não são de radiodifusão.
Muitos entusiastas de rádio especializam-se na escuta de transmissões "utilitárias", que muitas vezes se originam a partir de localizações geográficas sem emissoras de ondas curtas conhecidas. Os modos de transmissão, o formato das mensagens e as técnicas de codificação utilizadas variam consoante o tipo de utilizadores, tornando num verdadeiro desafio o seu registo e descodificação.

### Sinais incomuns
As bandas de ondas curtas também são usados por indivíduos não autorizados, em geral principalmente interessados em comunicações de curto alcance. Exemplos são o uso de HF para a comunicação entre os embarcações de pesca em muitas áreas do mundo, bem como a utilização não licenciada do banda dos 11 metros, que é efectivamente legalmente permitida em algumas áreas do mundo.
Operadores não licenciados, frequentemente designados por "rádios piratas", podem causar interferência de sinal com as estações licenciadas para utilização das bandas em que operem. Muitos países permitem a venda de rádiotransmissores HF sem ter em conta a posse de licença ou de conhecimento de operador. A partir de 2012, praticamente não houve esforços nacionais ou internacionais para controlar tais operações piratas.
As bandas de onda curta também são usados para várias experiências científicas e tecnológicas relacionadas com o estudo da estrutura da ionosfera e com a sua manipulação, alguns continuando durante anos. Em 2011, sinais de rastreáveis como oriundos da China enviaram regularmente potentes transmissões em HF numa ampla gama de frequências, talvez para determinar a frequência máxima utilizável (MUF) ou outras variáveis da propagação ionosférica.[carece de fontes?]
Uma estação de números é um tipo de radiotransmissões em onda curta cujo conteúdo é codificado em grupos de números, em geral lidos por um locutor ou locutora numa língua conhecida. Embora por vezes contenham algumas palavras ou frases cujo significado é inteligível, o conteúdo é geralmente criptografados e a na maioria dos casos a sua verdadeira origem e finalidade permanecem envoltas em mistério.

## As ondas curtas na música
Alguns músicos têm sido atraídos pelas características sonoras únicas da rádio de ondas curtas que, devido à natureza da modulação de amplitude, à constante variação das condições de propagação e à presença de interferências, geralmente têm fidelidade sonora inferior à das transmissões locais, particularmente a que se fazem através das estações de FM. As transmissões por ondas curtas sofrem frequentes distorções, com o perda de nitidez em determinadas frequências sonoras, que soam como "ocas", alterando a composição harmónica do som natural e criando, por vezes, uma estranha qualidade sonora devido à combinação de ecos com a distorção de fase. A sonoridade distintiva criada tem uma qualidade estética muito própria que tem servido de inspiração, ou mesmo como parte integrante, para composições musicais.
Evocações das distorções de recepção de música transmitida por ondas curtas foram incorporadas em composições de rock clássico recorrendo a atrasos ou a ciclos de retroacção (feedback), ao uso de equalizadores ou mesmo utilizando rádios de ondas curtas como instrumentos ao vivo. Trechos de transmissões foram incluídos em colagens e misturas sonoras electrónicas com instrumentos musicais ao vivo, por meio de gravações em fita analógica ou pelo recurso a amostradores digitais. Às vezes, os sons de instrumentos musicais e gravações existentes são alterados por remistura ou equalização, com várias distorções acrescentadas, para replicar os efeitos da recepção das transmissões radiofónicas por ondas curtas.
As primeiras tentativas de incorporação em composições musicais de efeitos inspirados nos sons produzidos pelas transmissões em ondas curtas levadas a cabo por compositores de renome foram as do físico e músico russo Léon Theremin, que em 1928 desenvolveu a utilização como instrumento musical de uma forma de oscilador que fora desenvolvido originalmente para emissões rádio. A inspiração resultou da observação que os circuitos regenerativos utilizados nos rádios daquela época eram susceptíveis de entrar em oscilação, adicionando várias harmónicas tonais à música ou à voz que estava a ser transmitida.
Também em 1928 surgiu em França um instrumento musical electrónico a que o seu inventor, o celista e antigo operador de radiotelegrafia Maurice Martenot, deu o nome de Ondes Martenot.
Entre as peças musicais produzidas com inspiração na ambiência sonora das ondas curtas destaca-se uma notável composição para orquestra de câmara, da autoria do compositor mexicano Silvestre Revueltas, intitulada Ocho x radio. A obra, publicada em 1933, contém uma textura sonora complexa criada por melodias pseudo-mariachi, sobrepondo-se e atenuando-se entre si como se ouvidas através de estações de rádio distantes, produzindo um efeito bastante semelhante ao que resulta das perturbações de propagação sofridas pelos sinais rádio de ondas curtas.
John Cage usou em várias ocasiões rádios reais (de comprimento de onda não especificado) ao vivo, começando em 1942 com Credo in Us. Também Karlheinz Stockhausen usou emissões de rádio em ondas curtas, e efeitos sonoros baseados nelas, em obras como Hymnen (1966–1967), Spiral (1968), Pole, Expo (ambas de 1969–1970), Michaelion (1997) e, em especial, na obra Kurzwellen, palavra que em alemão significa ondas curtas, composta em 1968 para as celebrações do bicentenário de Ludwig van Beethoven em Opus 1970. Nessa obra o compositor utilizou pequenos trechos de obras de Beethoven, filtrados e distorcidos como se transmitidas por uma estação distante de rádio em onda curta.
Holger Czukay, um aluno de Karlheinz Stockhausen, foi um dos pioneiros no uso das ondas curtas num contexto de música rock. Em 1975, a banda alemã de música electrónica Kraftwerk gravou um álbum conceptual completo concebido em torno de sons simulados de transmissões em ondas curtas e de radiotransmissões, intitulado Radio-Activity. Entre outros, The The, cujo programa mensal Radio Cineola utiliza frequentemente sons de rádio em onda curta, The B-52s, Shearwater, Tom Robinson, Peter Gabriel, Pukka Orchestra, AMM, John Duncan, Orchestral Manoeuvres in the Dark (no seu álbum Dazzle Ships), Pat Metheny, Aphex Twin, Boards of Canada, PressureWorks, Rush, Able Tasmans, Team Sleep, Underworld, Meat Beat Manifesto, Tim Hecker, Jonny Greenwood dos Radiohead, Roger Waters (no álbum Radio KAOS), Wilco, code 000 e Samuel Trim também utilizaram ou foram inspirados pelas emissões radiofónicas em onda curta. [carece de fontes?]

## O futuro da onda curta
Depois de um período de grande expansão, a popularidade da radiodifusão em ondas curtas tem vindo a diminuir drasticamente. Essa diminuição deve-se à conjugação de factores tecnológicos e geopolíticos, nomeadamente: (1) o crescimento do número e diversidade de estações a emitir em frequência modulada (FM) e a expansão da sua cobertura à generalidade das zonas urbanas e a boa parte do mundo rural; (2) a introdução da radiodifusão directa a partir de satélites e o desenvolvimento da internet de banda larga; (3) os elevados custos energéticos das transmissões; e (4) o fim da Guerra Fria e a consequente distensão das relações internacionais que levou à redução do interesse pela radiodifusão internacional a longas distâncias.
Entre os factores atrás apontados, foi o aumento da disponibilidade do acesso à internet que mais impacte teve, influenciando muitos operadores de radiodifusão no sentido de reduzirem ou mesmo cessarem as suas emissões em onda curta, substituindo-as pela disponibilização através da World Wide Web, seguido do fim da Guerra Fria com a consequente redução das emissões internacionais de propaganda ideológica.
Apesar disso, quando as emissões do BBC World Service (o Serviço Mundial da BBC) cessaram para a Europa, América do Norte, Australásia e Caraíbas, gerou muitos protestos e o aparecimento de grupos de activistas, entre os quais a Coligação para Salvar o Serviço Mundial da BBC (Coalition to Save the BBC World Service).  Também nos Estados Unidos, o Conselho de Governadores de Radiodifusão (Broadcasting Board of Governors), que supervisiona nos estados Unidos a difusão internacional, determinou a transferência de recursos das emissões em ondas curtas para a internet e a televisão, de que resultou a redução do número de horas de emissão em onda curta de programas no idioma inglês. Embora a maioria dos organismos de radiodifusão mais importantes continuem a reduzir as suas transmissões em ondas curtas analógicas, ou as cessem completamente, s utilização de receptores de ondas curtas ainda é muito comum e activa nas regiões em desenvolvimento, tais como partes de África, da América do Sul e do Sueste Asiático.
Algumas operadores internacionais voltaram-se para um modo digital de radiodifusão, chamado Digital Radio Mondiale (DRM), para suas transmissões em ondas curtas. Uma das razões que determina a adopção desta tecnologia é a capacidade das transmissões em ondas curtas digitais usando DRM poderem cobrir a mesma região geográfica com muito menos potência do transmissor - cerca de um quinto do poder - do que quando operem no modo de transmissão AM tradicional, reduzindo significativamente os custos operacionais com electricidade. No modo AM tradicional de transmissão analógica, a estação de ondas curtas pode utilizar potências de emissão entre 50 kW e 1 MW por transmissor, com níveis de potência típicos na gama dos 50-500 kW. Sob a égide da União Internacional de Telecomunicações, a ITU, o modo DRM foi aprovado como um padrão internacional para as transmissões digitais na banda das curtas (HF). A transmissão DRM rivaliza em qualidade sonora com a versão mono das eissões em FM, permitindo adicionalmente o envio de imagens gráficas e páginas da Web através de um canal de informação separado.
O desenvolvimento e a popularidade dos canais de rádio associados a transmissões directas por satélites, que podem ser recebidas no ambiente doméstica ou nos automóveis, tem também contribuído para reduzir a procura por receptores de ondas curtas, mas ainda há um grande número de emissoras de ondas curtas e muitos milhões de receptores em uso. Com a esperada expansão da tecnologia de emissão digital Digital Radio Mondiale (DRM) espera-se melhorar a qualidade de áudio da rádio em ondas curtas de muito pobre para padrões comparáveis à que é comum nas emissões em FM.
A escuta de emissões radiofónicas em onda curta continua a ser popular entre alguns grupos de emigrados, que sintonizam as emissões feitas a partir do seu país natal. Além disso, cresce o número de receptores de ondas curtas controlados remotamente localizados ao redor do mundo estão disponíveis para os utilizadores da Web. Enquanto os grupos de amantes da rádio reportam que o número de clubes de escuta de ondas curtas diminuiu e que que as revistas dedicadas ao passatempo são poucas, entusiastas, como Glenn Hauser e outros, continuam a preencher web sites e a produzir podcasts e emissões dedicados a esse passatempo.
Contudo,o futuro do rádio em ondas curtas está ameaçado pela generalização das tecnologias de transmissão de dados através da linhas de abastecimento de electricidade, conhecidas por Power Line Communication (PLC) ou Broadband over Power Lines (BPL), que usam um fluxo de dados transmitidos através de redes eléctricas não blindadas. Como as frequências usadas em BPL se sobrepõem com as bandas de ondas curtas, são produzidas interferências que resultam em graves distorções dos sinais analógicos de rádio transmitidos por ondas curtas, tornando a sua escuta perto de linhas de energia difícil ou impossível. No entanto,porque as ondas curtas são uma maneira barata e eficaz para receber comunicações em países com infra-estrutura precária, é de esperar que o seu uso se mantenha por muitos anos.
Uso de transmissões em ondas curtas por radioamadores licenciados para emissão e por entusiastas da escuta de radiotransmissões continua forte e voltou a ressurgir depois de ter decrescido por alguns anos devido à competição com o interesse pelos computadores e outros dispositivos de comunicação. Esse novo ressurgimento do interesse é evidenciado pelo aumento de novas licenças de operador de estação de radioamador emitidos em todo o mundo. Alguns entusiastas têm combinado o uso das emissões de rádio HF com computadores para obter modos experimentais de transmissão de dados e estabelecido técnicas que permitem a comunicação muito perto do limiar de ruído dos receptores,  por exemplo as tecnologias conhecidas por WSJT e WSPR.

## Informações diversas
- Os rádios e alguns autorrádios, particularmente os mais antigos, sintonizam Ondas Médias (OM), mais conhecidas como rádios AM, nas frequências de 540 kHz até 1630 kHz.
- Esses rádios antigos muitas vezes também sintonizavam Ondas Curtas (OC), nas frequências até 15 a 30 MHz.
- A modulação é por amplitude, onde o sinal da rádio, por exemplo 3 MHz (OC), tem sua potência de transmissão modulada pelo sinal de áudio. Essa modulação é chamada de AM (Amplitude Modulation).
- A modulação AM ocupa o equivalente a duas vezes a banda do sinal de áudio, ou seja, se desejamos transmitir uma banda audível de 5 kHz, a modulação AM ocupa 10 kHz no espectro de frequências de rádio.
- A modulação SSB (Single Side Band) é uma técnica de transmissão AM que ocupa metade da banda AM de rádio, ou seja, ela necessita apenas 5 kHz de banda no espectro de frequência de rádio para 5 kHz de banda de áudio. A banda inferior ou superior podem igualmente serem utilizadas, propiciando uma ocupação de apenas um quarto da banda (2,7 kHz).
- Os rádios com modulação SSB e mesmo os rádios AM estavam se tornando obsoletos pela baixa qualidade de áudio pois a banda de áudio foi limitada em 5 kHz e demandavam um potente amplificador (transmissor) operando na classe C de operação. Contudo, com a criação de receptores digitais de alta fidelidade e portáteis (p.ex. Sony ICF-SW35) muitos voltaram a usufruir desse tipo de transmissão. Várias rádios brasileiras (Rádio Gaúcha, Rádio Guaíba, Rádio Bandeirantes) apresentam transmissão concomitantes em ondas curtas.
- A modulação FM ocupa uma banda ainda maior no espectro de frequências de rádio que a transmissão AM. Assim, uma rádio FM ocupa até 200 kHz para uma banda de 2 x 15 kHz de áudio estéreo.